# Işıktepe, Maden
Işıktepe là một xã thuộc huyện Maden, tỉnh Elâzığ, Thổ Nhĩ Kỳ. Dân số thời điểm năm 2011 là 114 người.